# Alessandro Costa
Alessandro Costa (Manaos, Amazonas; 28 de enero de 1996) es un artista marcial mixto brasileño que compite en la división de peso mosca de Ultimate Fighting Championship (UFC). Es un ex campeón de peso mosca de LUX Fight League.

## Carrera de artes marciales mixtas

### Carrera temprana
Costa se trasladaría a México, donde en 2015 iniciaría su carrera en MMA, acumulando cinco victorias en sus primeros seis combates, incluyendo dos en Xtreme Fighters Latino (XFL).
También compitió para Combate Américas (hoy Combate Global), enfrentando a Ivan Hernández el 17 de noviembre de 2018 y llevándose la victoria por decisión unánime en su única pelea.

### LUX Fight League
En 2019, Costa llega a LUX Fight League, donde fue programado para debutar ante Alex González el 19 de julio de 2019 en LUX 005 llevándose la victoria por sumisión al aplicar un armbar en el primer asalto. La próxima pelea de Costa sería ante Diego Ortíz el 29 de noviembre de 2019 en LUX 007, el cual ganó por decisión unánime.

#### Campeonato de Peso Mosca de LUX
Costa desafiaría al entonces Campeón de Peso Mosca de LUX, Luis Solorzano, a una pelea por el título, la cual fue programada para el 18 de septiembre de 2020 en LUX 010. El brasileño llevó la delantera en las tarjetas y obtuvo el triunfo por decisión unánime que lo convertían en el primer campeón mosca en la historia de LUX.
Costa fue programado para defender su título ante Jorge Calvo el 7 de mayo de 2021 en LUX 013. Él ganó la pelea vía nocaut técnico tras varios puñetazos a Calvo en el primer asalto.
Luego se enfrentaría a Kike González el 5 de noviembre de 2021 en LUX 018. Al igual que en la pelea anterior, retuvo éxitosamente el título luego de varios golpes a González hasta noquearlo en el tercer asalto.
En 2022, Costa dejaba el título vacante debido a su salida de la promoción.

### Dana White's Contender Series
El 16 de julio de 2022, Costa fue invitado para participar en el inicio de la sexta temporada del Dana White's Contender Series en busca de un contrato con UFC. Se enfrentó a Andrés Luna Martinetti, a quien venció en una pelea equilibrada por decisión dividida.

### Ultimate Fighting Championship
En su debut promocional, Costa enfrentó a Amir Albazi el 17 de diciembre de 2022 en UFC Fight Night 216 ocupando el lugar de Brandon Royval, quien se lesionaba antes del evento. Perdió la pelea por KO en el tercer asalto.
Costa se enfrentó a Jimmy Flick el 17 de junio de 2023 en UFC on ESPN 47. Ganó la pelea por nocaut técnico en el segundo asalto.
Costa se enfrentó a Steve Erceg el 11 de noviembre de 2023 en UFC 295, ocupando el lugar de Matt Schnell. Perdió la pelea por decisión unánime.
Costa se enfrentó a Kevin Borjas el 4 de mayo de 2024 en UFC 301. Ganó la pelea por nocaut técnico en el segundo asalto.

## Campeonatos y logros
- LUX Fight League
  - Campeonato de Peso Mosca de LUX (una vez, primero)
  - Mayor número de nocauts en peleas titulares de LUX (3)
  - Finalización más rápida en una pelea titular de LUX (0:12) vs. Carlos Gómez
  - Segundo nocaut más rápido en la historia de LUX (0:12) vs. Carlos Gómez
  - Única persona en salir victorioso en todos los eventos principales que ha competido por un título en la historia de LUX (4 victorias de 4)

## Récord en artes marciales mixtas
| Récord profesional | Récord profesional | Récord profesional |
| 18 peleas          | 14 victorias       | 4 derrotas         |
| ------------------ | ------------------ | ------------------ |
| Nocaut             | 5                  | 2                  |
| Sumisión           | 6                  | 0                  |
| Decisión           | 3                  | 2                  |

| Resultado | Récord | Oponente               | Método                      | Evento                                    | Fecha                    | Ronda | Tiempo | Localización           | Notas                                                            |
| --------- | ------ | ---------------------- | --------------------------- | ----------------------------------------- | ------------------------ | ----- | ------ | ---------------------- | ---------------------------------------------------------------- |
| Victoria  | 14–4   | Kevin Borjas           | TKO (golpes)                | UFC 301                                   | 4 de mayo de 2024        | 2     | 1:35   | Rio de Janeiro         |                                                                  |
| Derrota   | 13–4   | Steve Erceg            | Decisión (unánime)          | UFC 295                                   | 11 de noviembre de 2023  | 3     | 5:00   | Nueva York, Nueva York |                                                                  |
| Victoria  | 13–3   | Jimmy Flick            | TKO (codazos)               | UFC on ESPN: Vettori vs. Cannonier        | 17 de junio de 2023      | 2     | 1:03   | Las Vegas, Nevada      |                                                                  |
| Derrota   | 12–3   | Amir Albazi            | TKO (golpes)                | UFC Fight Night: Cannonier vs. Strickland | 17 de diciembre de 2022  | 3     | 2:13   | Las Vegas, Nevada      |                                                                  |
| Victoria  | 12–2   | Carlos Gómez           | KO (golpe)                  | LUX 027                                   | 14 de octubre de 2022    | 1     | 0:12   | Puebla de Zaragoza     | Ganó el Campeonato de Peso Mosca de LUX. Dejó vacante el título. |
| Victoria  | 11–2   | Andrés Luna Martinetti | Decisión (dividida)         | Dana White's Contender Series             | 26 de julio de 2022      | 3     | 5:00   | Las Vegas, Nevada      |                                                                  |
| Victoria  | 10–2   | Kike González          | TKO (golpes)                | LUX 018                                   | 5 de noviembre de 2021   | 3     | 1:37   | Acapulco               | Defendió el Campeonato de Peso Mosca de LUX.                     |
| Victoria  | 9–2    | Jorge Calvo Martín     | TKO (golpes)                | LUX 013                                   | 7 de mayo de 2021        | 1     | 2:34   | Monterrey              | Defendió el Campeonato de Peso Mosca de LUX.                     |
| Victoria  | 8–2    | Luis Solorzano         | Decisión (unánime)          | LUX 010                                   | 18 de septiembre de 2020 | 5     | 5:00   | Monterrey              | Ganó el Campeonato de Peso Mosca de LUX.                         |
| Victoria  | 7–2    | Diego Ortíz            | Decisión (unánime)          | LUX 007                                   | 29 de noviembre de 2019  | 3     | 5:00   | Monterrey              |                                                                  |
| Victoria  | 6–2    | Alex González          | Sumisión (armbar)           | LUX 005                                   | 19 de julio de 2019      | 1     | 1:09   | Ciudad de México       |                                                                  |
| Derrota   | 5–2    | Ivan Hernández         | Decisión (dividida)         | Combate Americas: Combate Monterrey       | 17 de noviembre de 2018  | 3     | 5:00   | Monterrey              |                                                                  |
| Victoria  | 5–1    | Cesar Guerrero         | Sumisión (armbar)           | JFL 18                                    | 30 de junio de 2018      | 1     | 0:36   | Tlalnepantla de Baz    |                                                                  |
| Victoria  | 4–1    | Daniel Saucedo         | Sumisión (armbar)           | XFL 36                                    | 9 de diciembre de 2017   | 1     | 0:54   | Ciudad de México       |                                                                  |
| Victoria  | 3–1    | Jonathan Cruz          | Sumisión (flying armbar)    | XFL CDMX                                  | 14 de octubre de 2016    | 1     | 2:21   | Ciudad de México       |                                                                  |
| Derrota   | 2–1    | Uriel Cossio           | TKO (golpes)                | Max Fights: Battle on the Beach           | 11 de junio de 2016      | 2     | 0:33   | Zihuatanejo            |                                                                  |
| Victoria  | 2–0    | Bulmaro Mezo           | Sumisión (rear-naked choke) | Xtreme Fighting Mexico 5                  | 18 de diciembre de 2015  | 1     | 0:58   | Campeche               |                                                                  |
| Victoria  | 1–0    | Jorge González         | Sumisión (armbar)           | Maximum Cage Fighting                     | 5 de diciembre de 2015   | 1     | 0:56   | Aguascalientes         |                                                                  |